# Georgy Arsumanjan
Georgy Arsumanjan (beim Weltschachbund FIDE Georgy Arzumanian; * 16. August 1980 in Tiflis, Georgische SSR) ist ein armenischer Schachspieler.
Georgy Arsumanjan wohnt in der Ukraine. Vereinsschach spielte er in der Ukraine für den Schachverein der Universität für Rechtswesen im ukrainischen Charkiw. Mit dem Verein gewann er die 6. Universitätsmeisterschaft 2007 in Istanbul. In Deutschland spielt er seit 2015 für den Schachclub Siegburg.
Den Titel Internationaler Meister erhielt er 2001. Normen zum Erhalt des Titels Großmeister machte er im Januar 2007 beim Stek-Friday-Turnier in Tula, im Oktober 2005 beim Femida-Turnier in Charkiw sowie im November 2006 beim 2. Memorial-Turniers zu Ehren des 2001 verstorbenen Großmeisters Alexei Suetin in Tula, das er gewann. Der Antrag zu Erteilung des Großmeister-Titels wurde erst zum November 2007 gestellt. Georgy Arsumanjan musste jedoch mit der Verleihung bis Januar 2009 warten – erst dann hatte er die Grenze von 2500 Elo-Punkten überschritten.
Seine Elo-Zahl beträgt 2474 (Stand: März 2024), seine bisher höchste Elo-Zahl war 2504 von Januar bis Juni 2009.